# Rezidence Eliška
Rezidence Eliška je výšková budova v pražských Vysočanech. Budova stojí na křižovatce ulic Freyova a Ocelářská. Výstavba byla zahájena na podzim roku 2011 dokončena v zimě v roce 2013. Výška stavby je 93,6 metrů, jde o druhou nejvyšší bytovou stavbu a zároveň šestou nejvyšší budovu v zemi. Budovu postavila stavební společnost Metrostav a výstavba stála realitní agenturu Gaudí kolem 500 milionů Kč. Architekt budovy je Ivan Sládek a jeho ateliér ARX studio.
Od roku postavení až do února 2018 se jednalo o nejvyšší bytový dům v Česku. Tento status od Elišky převzal na začátku roku 2018 mrakodrap V Tower stojící na pražské Pankráci, mající výšku 104 metrů.

## Popis
Budova má 27 nadzemních podlaží a 5 podzemních podlaží. V nejníže umístěných podlažích se nacházelo fitness centrum a kavárna, které ukončily provoz v roce 2021. Stavba obsahuje celkem 314 bytových jednotek a 51 nebytových jednotek (z toho 43 ubytovacích studií a 8 nebytových jednotek - fitness, 2x kancelář, kavárna, služby péče o tělo, 2x sklad, konferenční zázemí), 221 sklepních kójí, 99 garážových stání, 84 venkovních stání. Od 16. podlaží se v budově nacházejí i větší byty s vyšším standardem a od 20. podlaží jen velkometrážní byty. V nejvyšším 25. podlaží je byt typu penthouse se 3 terasami. Budova byla inspirována svým okolím, Vysočany byly v minulosti průmyslová čtvrť a tak konstrukce Rezidence Elišky připomíná velká okna továren.